# Rymki (rejon orszański)
Rymki (biał. Рымкі; ros. Рымки, Rymki) – wieś na Białorusi, w obwodzie witebskim, w rejonie orszańskim, w sielsowiecie Krapiuna.